# Stanley (Dakota del Norte)
Stanley es una ciudad ubicada en el condado de Mountrail en el estado estadounidense de Dakota del Norte. En el censo de 2010 tenía una población de 1458 habitantes y una densidad poblacional de 307,11 personas por km².

## Geografía
Stanley se encuentra ubicada en las coordenadas 48°18′57″N 102°23′14″O / 48.31583, -102.38722. Según la Oficina del Censo de los Estados Unidos, Stanley tiene una superficie total de 4.75 km², de la cual 4.71 km² corresponden a tierra firme y (0.71%) 0.03 km² es agua.

## Demografía
Según el censo de 2010, había 1458 personas residiendo en Stanley. La densidad de población era de 307,11 hab./km². De los 1458 habitantes, Stanley estaba compuesto por el 97.39% blancos, el 0.21% eran afroamericanos, el 0.48% eran amerindios, el 0.55% eran asiáticos, el 0% eran isleños del Pacífico, el 0.62% eran de otras razas y el 0.75% pertenecían a dos o más razas. Del total de la población el 3.91% eran hispanos o latinos de cualquier raza.